# Ematurga
Ematurga is een geslacht van vlinders uit de familie spanners (Geometridae) en de onderfamilie Ennominae.

## Soorten
- Ematurga amitaria (Guenée, 1858)
- Ematurga atomaria Linnaeus, 1758 - gewone heispanner